# Kim Hee-jung
Kim Hee-jung (4 de diciembre de 1970) es una actriz surcoreana.

## Biografía
El 20 de agosto de 2020 se anunció que se había realizado la prueba por la pandemia de COVID-19 como medida de prevención, ya que había estado en contacto directo con una persona que recientemente había dado positivo en COVID-19. Sin embargo, un día después, el 21 de agosto, se anunció que había dado negativo.

## Carrera
Debutó como actriz después de audicionar en la convocatoria abierta para actores de SBS en 1991. Conocida por sus papeles en dramas como First Wives Club (2007-2008), Tae-hee, Hye-kyo, Ji-hyun (2009), Three Brothers (2009-2010), y Living in Style (2011-2012). 
En 2019 se unió al elenco recurrente de la serie The Secret Life of My Secretary donde interpretó a Go Si-rye, la madre de Jung Gal-hee (Jin Ki-joo).

## Filmografía

### Series de televisión
| Año     | Título                                                       | Rol                               | Canal         | Ref.         |
| ------- | ------------------------------------------------------------ | --------------------------------- | ------------- | ------------ |
| 1998    | Mister Q                                                     |                                   | SBS           |              |
| 1999    | Tomato                                                       |                                   | SBS           |              |
| 1999    | The Clinic for Married Couples: Love and War                 |                                   | KBS2          |              |
| 2001-02 | Ladies of the Palace                                         | Dal-rae (joven)                   | SBS           |              |
| 2002-03 | Rustic Period                                                | 사야꼬                            | SBS           |              |
| 2003    | All In                                                       | compañera de oficina de Soo-yeon  | SBS           |              |
| 2003-04 | The King's Woman                                             |                                   | SBS           |              |
| 2004    | Into the Storm                                               |                                   | SBS           |              |
| 2004    | Jang Gil-san                                                 | hermana de Gil-san                | SBS           |              |
| 2004-05 | Land                                                         | madre de Young-sun                | SBS           |              |
| 2005    | Sad Love Story                                               | novia de Choi Joon-il             | MBC           |              |
| 2005    | Wonderful Life                                               | madre de Hyung wook               | MBC           |              |
| 2005-06 | Marrying a Millionaire                                       | Jang Soo-ok                       | SBS           |              |
| 2006    | Famous Princesses                                            | Bae Shin-ja                       | KBS2          |              |
| 2006-07 | Queen of the Game                                            | Park Young-soon                   | SBS           |              |
| 2007    | Salt Doll                                                    | amiga de So-young                 | SBS           |              |
| 2007    | War of Money                                                 | esposa de Ma Dong-po              | SBS           |              |
| 2007-08 | First Wives' Club                                            | Mo Ji-ran                         | SBS           |              |
| 2009    | Tae-hee, Hye-kyo, Ji-hyun                                    | Kim Hee-jung                      | MBC           |              |
| 2009-10 | Three Brothers                                               | Do Woo-mi                         | KBS2          |              |
| 2010-11 | Flames of Desire                                             | Yoon Jung-sook                    | MBC           |              |
| 2011    | Warrior Baek Dong-soo                                        | Lady Park                         | SBS           |              |
| 2011-12 | Living in Style                                              | Na No-ra                          | SBS           |              |
| 2012-13 | Glass Mask                                                   | Kim Young-hee                     | tvN           |              |
| 2013    | We Are Aliens                                                | Madre                             | KBS2          |              |
| 2013    | A Hundred Year Legacy                                        | Gong Kang-sook                    | MBC           |              |
| 2013    | Gu Family Book                                               | Lady Yoon                         | MBC           |              |
| 2013    | Princess Aurora                                              | Eun-ah (cameo)                    | MBC           |              |
| 2013    | Master's Sun                                                 | Kang Gil-ja (invitada - ep 8)     | SBS           |              |
| 2013-14 | Wang's Family                                                | Oh Soon-jung                      | KBS2          |              |
| 2013    | The Suspicious Housekeeper                                   | Woo Sun-young (cameo)             | SBS           |              |
| 2013    | Drama Festival "Principal Investigator – Save Wang Jo-hyun!" | madre de Joong-sik                | MBC           |              |
| 2014    | You're All Surrounded                                        | Kim Hwa-young (invitada- ep 1, 4) | SBS           |              |
| 2014    | Yoo-na's Street                                              | Madam Hong                        | jTBC          |              |
| 2014    | Drama Special "We All Cry Differently"                       | Kim Kyung-hee                     | KBS2          |              |
| 2014    | Legendary Witches                                            |                                   | MBC           |              |
| 2015    | Kill Me, Heal Me                                             | Ji Soon-Young                     | MBC           |              |
| 2015    | Falling for Innocence                                        | madre de Kang Min-Ho (invitada)   | JTBC          |              |
| 2015    | EXO Next Door                                                | madre de Ji Yeon-Hee              | Naver TV Cast |              |
| 2015    | Warm and Cozy                                                | Kim Hae-Shil                      | MBC           |              |
| 2015    | Drama Special – Finding Argenta                              | Kang Jin-Ah                       | KBS2          |              |
| 2015    | My Daughter, Geum Sa-Wol                                     | Choi Ma-Ri                        | MBC           |              |
| 2015    | Six Flying Dragons                                           | Madam Kang                        | SBS           |              |
| 2016    | Mystery Freshman                                             | Eun-Sook                          | SBS           |              |
| 2016    | Mirror of the Witch                                          | Ms. Kim                           | JTBC          |              |
| 2016    | Blow Breeze                                                  | Lee Nam-Yi                        | MBC           |              |
| 2017    | Strong Family                                                | Maeng Mi-Ae                       | SBS           |              |
| 2017    | Sweet Enemy                                                  | Ma Yoo-Kyung                      | SBS           |              |
| 2017    | School 2017                                                  | Kim Sa-Boon                       | KBS2          |              |
| 2017    | Judge vs. Judge                                              | Eom Sin-sook                      | SBS           |              |
| 2018    | Time                                                         | Yang Hee-seok                     | MBC           |              |
| 2018    | The Beauty Inside                                            | Han Sook-hee                      | JTBC          |              |
| 2019    | The Secret Life of My Secretary                              | Go Si-rye                         | SBS           |              |
| 2020    | Born Again                                                   | Kim Seo-ra                        | KBS2          |              |
| 2020    | Tale of the Nine Tailed                                      | Lee Young-sun                     | tvN           |              |
| 2020    | The Probability of Going From Friends to Lovers              | Choi Won-jung                     | JTBC          |              |
| 2020    | Start-Up                                                     | Park Geum-jung                    | tvN           |              |
| 2020    | Sweet Home                                                   | Cha Jin-ok                        | Netflix       |              |
| 2020    | A Man in a Veil                                              | Joo Hwa-yeon                      | KBS2          |              |
| 2021    | So Not Worth It                                              | Madre de Se-wan                   | Netflix       |              |
| 2021    | The Second Husband                                           | Bok Bok-soon                      | MBC           |              |
| 2022    | Again My Life                                                | Mi-ok                             | SBS           |              |
| 2023    | Echándote de menos                                           | Pi Jang-mi                        | ENA           | [ 7 ]        |
| 2025    | Luces, cámara, ¡amor!                                        | Kang Yeon-ju                      | Netflix       | [ 8 ]        |
| 2025    | El comedor de Heo                                            | Madre de Eun-sil                  | Wavve         | [ 9 ] [ 10 ] |

### Cine
| Año  | Título                                  | Rol                              |
| ---- | --------------------------------------- | -------------------------------- |
| 1990 | The Spirit of the Dragon                | Ah-Mil                           |
| 2001 | Kiss Me Much                            | mujer vendiendo su riñón (cameo) |
| 200  | Conduct Zero                            | enfermera de escuela             |
| 2004 | Mokpo, Gangster's Paradise              |                                  |
| 2005 | Something He Didn't Know (short film)   | Miss Yoon                        |
| 2006 | Vampire Cop Ricky                       |                                  |
| 2006 | For Horowitz                            | madre de Jeon Gong-Ja            |
| 2006 | Monopoly                                | negociante                       |
| 2010 | Earth Rep Rolling Stars (animated film) | Nero (voz)                       |
| 2013 | Jit (Act)                               | Cha Joo-Hee                      |
| 2015 | Northern Limit Line                     | madre de Park Dong-Hyuk (cameo)  |
| 2017 | Biting Fly                              | Kang Hae-Sun                     |
| 2017 | The Preparation                         | Jung-Ja                          |
| 2019 | Idol                                    | jefa del Distrito Rojo           |

## Premios y nominaciones
| Año  | Premio                | Categoría                                         | Nominación       | Resultado |
| ---- | --------------------- | ------------------------------------------------- | ---------------- | --------- |
| 2008 | 2º Korea Drama Awards | Premio de Popularidad                             | First Wives Club | Ganadora  |
| 2008 | SBS Drama Awards      | Mejor Actriz de reparto en una Serie de Drama     | First Wives Club | Ganadora  |
| 2010 | KBS Drama Awards      | Premio a la excelencia, Actriz en un Drama Diario | Tres Hermanos    | Nominada  |